# Sterne der Satire – Walk of Fame des Kabaretts

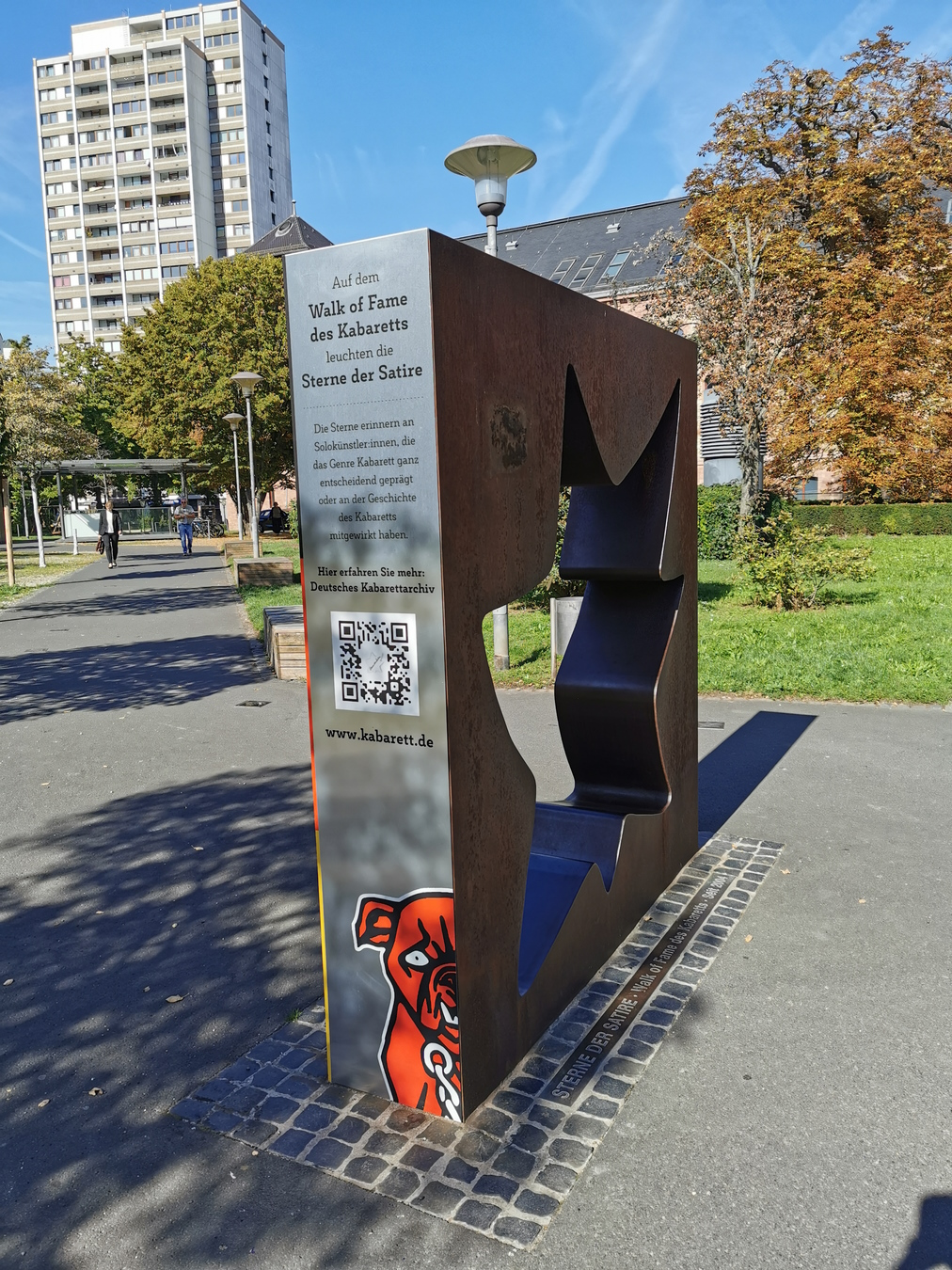
Stern der Satire in Mainz mit QR-Code seit 2023

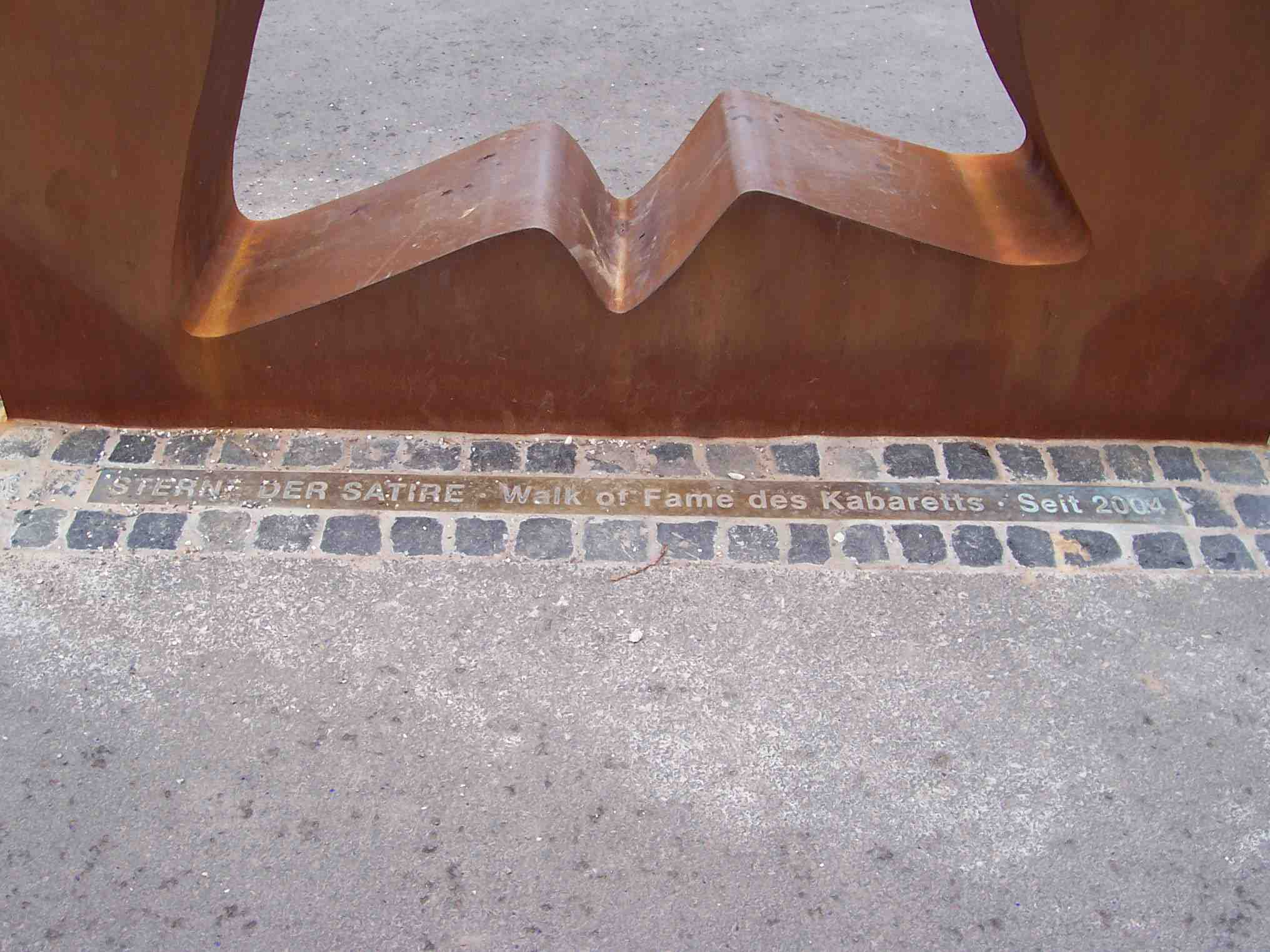
„Stern der Satire – Walk of Fame des Kabaretts – Seit 2004“

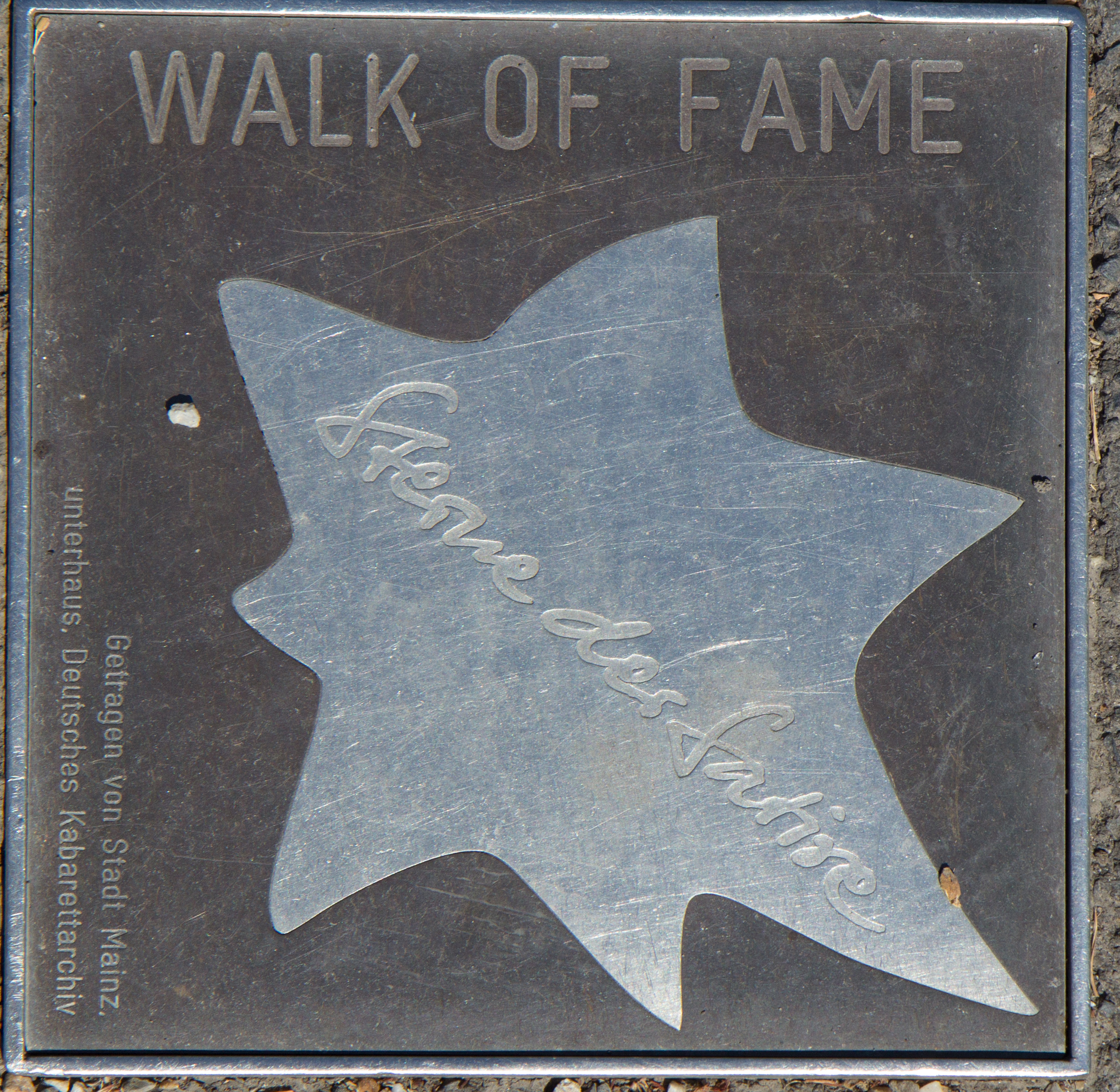
Muster Stern

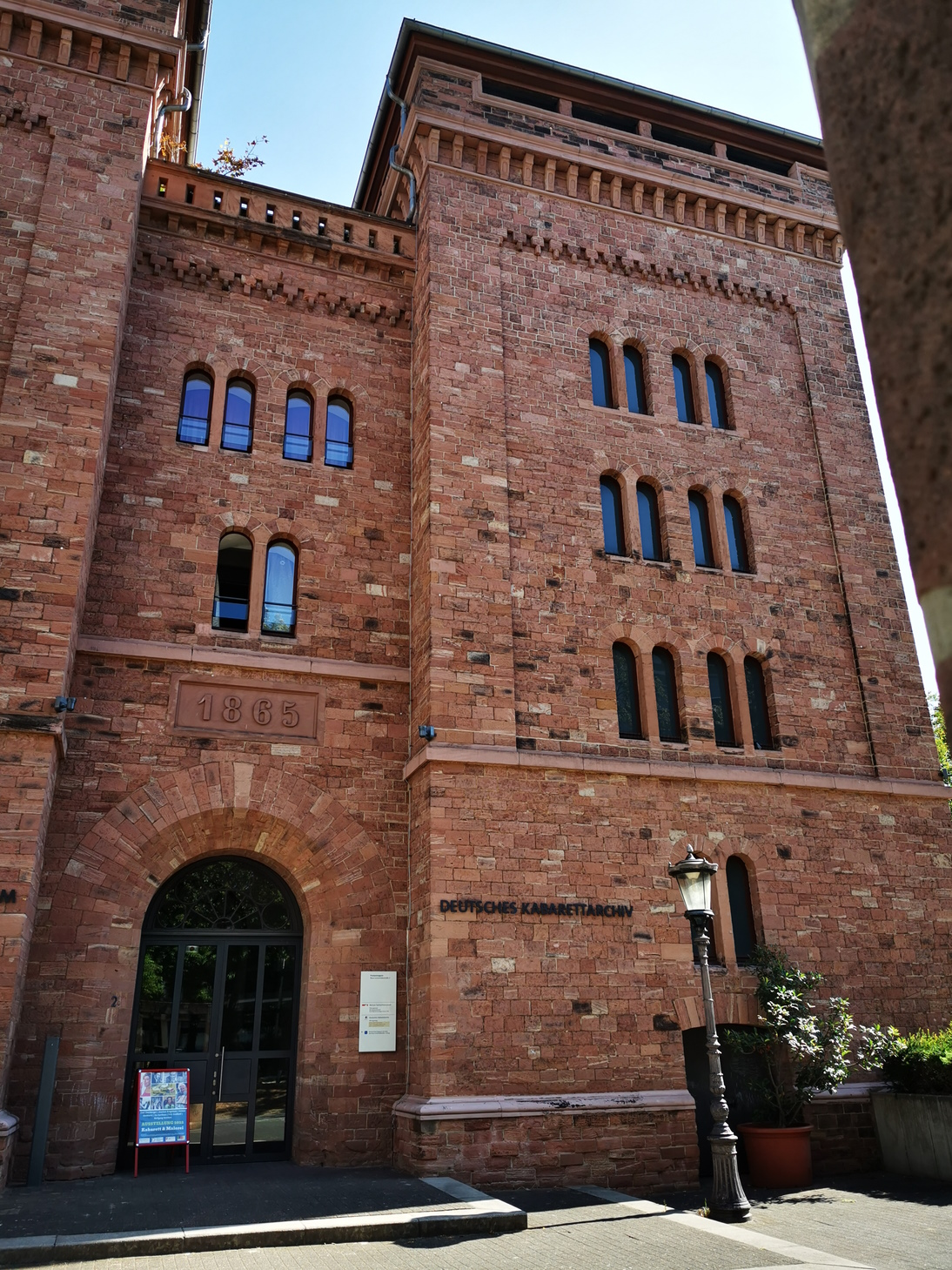
Das Deutsche Kabarettarchiv mit Sitz im Mainzer Proviantmagazin

„Sterne der Satire – Walk of Fame des Kabaretts“ ist der Name eines Stücks Fußgängerzone entlang des Proviantamts in Mainz. Es verbindet die in dem alten Festungsgebäude beherbergte Stiftung Deutsches Kabarettarchiv mit dem unterhaus – Mainzer Forum-Theater und mit dem Institut français. Auf diesem Weg am Romano-Guardini-Platz wurden zwischen 2004 und 2015 80 Satiresterne an herausragende Vertreter und Vertreterinnen des deutschsprachigen Kabaretts eingelassen. Stern Nr. 80 war im September 2015 dem Dichter Heinrich Heine gewidmet worden. Im September 2023, acht Jahre später, lebt das Projekt wieder auf und wird künftig, nicht zwingend jährlich, fortgesetzt. Unter der Schirmherrschaft von Ministerpräsidentin Malu Dreyer wurden am 15. September 2023 drei Frauen, Hannelore Kaub und Lore Krainer posthum und Nessi Tausendschön mit Sternen der Satire vor dem Deutschen Kabarettarchiv gewürdigt.

## Entstehungsgeschichte
Eingerichtet wurde der „Walk of Fame des Kabaretts“ mit dem Umzug des Kabarettarchivs in das historische Proviant-Magazin im Juli 2004. Am 16. Juli wurde die Installation unter Anwesenheit der Beauftragten der Bundesregierung für Kultur und Medien, Christina Weiss, und Kurt Beck, Ministerpräsident von Rheinland-Pfalz, eröffnet. Die Sterne bestehen aus Edelstahl. Auf der Bronzeplatte ist der Name des Künstlers in Großbuchstaben eingelassen. Der Stern enthält ihre persönliche Unterschrift. Zudem wird der Stifter des Sterns ebenfalls eingraviert.
Die Initiatoren, neben dem Deutschen Kabarettarchiv das Forum-Theater unterhaus und die Stadt Mainz, erinnern mit diesem Projekt an herausragende Persönlichkeiten, die als Kabarettisten, Autoren, Karikaturisten, Grafiker, Musiker oder Sänger das Genre Kabarett ganz entscheidend geprägt oder an der Kabarettgeschichte mitgewirkt haben.
Informationen über die Geehrten wie Hörbeispiele, Fotos oder die Laudationes können im Deutschen Kabarettarchiv (Archiv | Museum | Bühne) und/oder direkt per QR-Code am großen Stern in der Mitte des Romano-Guardini-Platzes in Erfahrung gebracht werden. Mehr als achtzig künstlerisch-dokumentarische Nachlässe und Materialien zu über achtzigtausend Namen aus der Geschichte des Kabaretts und seiner historischen Vorläufer bilden inzwischen den Kernbestand des Kabarettarchivs, das auf eine private Initiative Reinhard Hippens 1961 zurückgeht. In Bernburg (Saale), der ostdeutschen Dependance, können die „Köpfe der Satire“ im Schloss Bernburg bewundert werden. Zahlreiche Archivalien erinnern auch dort an die „Unsterblichen“ des Kabaretts zu DDR-Zeiten.

## Sterne der Satire
Die nachfolgende Tabelle enthält die Namen der geehrten Kabarettisten sowie – wenn vorhanden – die Stifter der einzelnen Sterne. Es folgt das Datum der Enthüllung des Sterns auf dem Walk of Fame. Ein *) hinter dem Namen bedeutet, dass die Verleihung zu Lebzeiten geschehen ist.
| #   | Stern für:               | Stifter                                                                                    | Tag der Stiftung | Bild |
| --- | ------------------------ | ------------------------------------------------------------------------------------------ | ---------------- | ---- |
| 1.  | Werner Finck             | Gestiftet von der Beauftragten der Bundesregierung für Kultur und Medien (Christina Weiss) | 16. Juli 2004    |      |
| 2.  | Hugo Ball                | Kurt Beck, Ministerpräsident Rheinland-Pfalz                                               | 16. Juli 2004    |      |
| 3.  | Jürgen von Manger        | ZDF                                                                                        | 16. Juli 2004    |      |
| 4.  | Kurt Tucholsky           | Stadt Mainz                                                                                | 16. Juli 2004    |      |
| 5.  | Wolfgang Neuss           | Südwestrundfunk Landessender Rheinland-Pfalz                                               | 16. Juli 2004    |      |
| 6.  | Otto Grünmandl           | Unterhaus Mainzer Forum-Theater (keine Stifterinschrift)                                   | 16. Juli 2004    |      |
| 7.  | Blandine Ebinger         | Deutsches Kabarettarchiv (keine Stifterinschrift)                                          | 16. Juli 2004    |      |
| 8.  | Erich Kästner            | Hilton Mainz City                                                                          | 16. Juli 2004    |      |
| 9.  | Claire Waldoff           | Sparkasse Mainz                                                                            | 16. Juli 2004    |      |
| 10. | Hugo Wiener              | Fromm Maurer                                                                               | 16. Juli 2004    |      |
| 11. | Ortrud Beginnen          | Unterhaus Mainzer Forum-Theater (keine Stifterinschrift)                                   | 16. Juli 2004    |      |
| 12. | Kurt Gerron              | Deutsches Kabarettarchiv (keine Stifterinschrift)                                          | 16. Juli 2004    |      |
| 13. | Wolfgang Gruner          | Köbig GmbH                                                                                 | 16. Juli 2004    |      |
| 14. | Lore Lorentz             | Commerzbank Mainz                                                                          | 16. Juli 2004    |      |
| 15. | Walter Mehring           | Mainzer Stadtwerke AG                                                                      | 16. Juli 2004    |      |
| 16. | Kaspar Fischer           | Unterhaus Mainzer Forum-Theater (keine Stifterinschrift)                                   | 16. Juli 2004    |      |
| 17. | Klabund                  | Deutsches Kabarettarchiv (keine Stifterinschrift)                                          | 16. Juli 2004    |      |
| 18. | Matthias Beltz           | Saarländischer Rundfunk                                                                    | 16. Juli 2004    |      |
| 19. | Trude Hesterberg         | Stadt Mainz                                                                                | 16. Juli 2004    |      |
| 20. | Curt Bry                 | Deutsches Kabarettarchiv                                                                   | 28. Okt. 2004    |      |
| 21. | Eckart Hachfeld          | (Stifterinschrift wurde entfernt)                                                          | 28. Okt. 2004    |      |
| 22. | Helen Vita               | Frank Golischewski                                                                         | 28. Okt. 2004    |      |
| 23. | Heinz Erhardt            | Bierbaum – Aichele – Landschaftsarchitekten                                                | 28. Okt. 2004    |      |
| 24. | Valeska Gert             | Bauunternehmung K. Gemünden                                                                | 28. Okt. 2004    |      |
| 25. | Friedrich Hollaender     | Ulrike Neradt und Alfons Nowacki                                                           | 28. Okt. 2004    |      |
| 26. | Georg Kreisler *)        | Stadt Mainz und Deutsches Kabarettarchiv                                                   | 28. Okt. 2004    |      |
| 27. | Hanns Dieter Hüsch *)    | Johannes Rau, Bundespräsident a. D.                                                        | 27. Apr. 2005    |      |
| 28. | Klaus Peter Schreiner *) | Kurt Beck, Ministerpräsident Rheinland-Pfalz                                               | 27. Apr. 2005    |      |
| 29. | Karl Valentin            | entega Vertrieb GmbH & Co. KG                                                              | 27. Apr. 2005    |      |
| 30. | Christian Morgenstern    | RÖLO Wohn Art                                                                              | 27. Apr. 2005    |      |
| 31. | Erich Mühsam             | Franky Heinz und Christian Kußmaul                                                         | 27. Apr. 2005    |      |
| 32. | Ursula Herking           | FLO-SERVICE Thomas Spanier und Tim Sandrock                                                | 27. Apr. 2005    |      |
| 33. | Gerhard Polt *)          | Gerhard Schröder, Bundeskanzler                                                            | 17. Aug. 2005    |      |
| 34. | Dieter Hildebrandt *)    | Gerhard Schröder, Bundeskanzler                                                            | 7. Sep. 2005     |      |
| 35. | Gisela May *)            | Deutsches Kabarettarchiv                                                                   | 6. Okt. 2005     |      |
| 36. | Günter Neumann           | Christoph Böhr                                                                             | 6. Okt. 2005     |      |
| 37. | Mischa Spoliansky        | Mainzer Aufbaugesellschaft                                                                 | 6. Okt. 2005     |      |
| 38. | Erika Mann               | Deutsche Bundesbank                                                                        | 6. Okt. 2005     |      |
| 39. | Rudolf Nelson            | Musik Alexander, Mainz                                                                     | 6. Okt. 2005     |      |
| 40. | Joachim Ringelnatz       | EWS Werkzeugfabrik, Uhingen                                                                | 6. Okt. 2005     |      |
| 41. | Fritz Grünbaum           | Israelitische Kultusgemeinde Wien                                                          | 6. Okt. 2005     |      |
| 42. | Otto Reutter             | Sozialdemokratische Gemeinschaft für Kommunalpolitik (SGK)                                 | 11. Dez. 2005    |      |
| 43. | Herbert Bonewitz *)      | Stadt Mainz                                                                                | 7. Juli 2006     |      |
| 44. | Dietrich Kittner *)      | Herbert Schmalstieg, Oberbürgermeister von Hannover                                        | 5. Okt. 2006     |      |
| 45. | Edgar Külow *)           | Lachmesse Leipzig e. V.                                                                    | 5. Okt. 2006     |      |
| 46. | Martin Morlock           | Kay S. Lorentz, Düsseldorfer Kom(m)ödchen                                                  | 5. Okt. 2006     |      |
| 47. | Werner Richard Heymann   | Deutsches Kabarettarchiv                                                                   | 5. Okt. 2006     |      |
| 48. | Kate Kühl                | Rose-Marie und Dr. Heinz Schöffler, Darmstadt                                              | 5. Okt. 2006     |      |
| 49. | Karl Farkas              | Österreichisches Kabarettarchiv und Thomas Sessler Verlag, Wien                            | 5. Okt. 2006     |      |
| 50. | Peter Hammerschlag       | Prof. Peter Voß, Intendant des SWR                                                         | 5. Dez. 2006     |      |
| 51. | Frank Wedekind           | Christian Ude, Oberbürgermeister von München                                               | 11. Sep. 2007    |      |
| 52. | Helmut Qualtinger        | Robert Graßl                                                                               | 11. Sep. 2007    |      |
| 53. | Liesl Karlstadt          | Gudrun und Manfred Kirchner, Walchensee                                                    | 6. Mai 2008      |      |
| 54. | Heino Jaeger             | Saarländischer Rundfunk                                                                    | 6. Mai 2008      |      |
| 55. | Rosa Valetti             | Doris Ahnen, Kulturministerium Rheinland-Pfalz                                             | 6. Mai 2008      |      |
| 56. | Joachim Hackethal        | Dr. Eleonore Lenz, München                                                                 | 6. Mai 2008      |      |
| 57. | Paul Graetz              | Jens Beutel, Oberbürgermeister von Mainz                                                   | 6. Mai 2008      |      |
| 58. | Rodolphe Salis           | Reinhard Hippen, Gründer des Deutschen Kabarettarchivs                                     | 6. Mai 2008      |      |
| 59. | Ernst Busch              | Stadt Bernburg (Saale), Oberbürgermeister Henry Schütze und Kulturdezernent Paul Kolter    | 6. Mai 2008      |      |
| 60. | Werner Schneyder *)      | ZDF (Markus Schächter)                                                                     | 14. Okt. 2008    |      |
| 61. | Peter Ensikat *)         | Frank-Walter Steinmeier, Bundesaußenminister                                               | 1. Mai 2009      |      |
| 62. | Wolfgang Schaller *)     | Frank-Walter Steinmeier, Bundesaußenminister                                               | 1. Mai 2009      |      |
| 63. | Emil Steinberger *)      | Bernd Neumann, Beauftragter der Bundesregierung für Kultur und Medien                      | 8. Juni 2009     |      |
| 64. | Loriot *)                | Bernd Neumann, Beauftragter der Bundesregierung für Kultur und Medien                      | 8. Juni 2009     |      |
| 65. | Klaus Staeck *)          | Michael Sommer, Vorsitzender des Deutschen Gewerkschaftsbundes                             | 13. Apr. 2010    |      |
| 66. | Rainer Otto *)           | Paul Koller, Kulturdezernent der Stadt Bernburg (Saale)                                    | 12. Apr. 2011    |      |
| 67. | Trude Kolman             | Marianne Grosse, Kulturdezernentin der Stadt Mainz                                         | 12. Apr. 2011    |      |
| 68. | Hanne Wieder             | Walter Schumacher, Staatssekretär für Kultur von Rheinland-Pfalz                           | 12. Apr. 2011    |      |
| 69. | Aristide Bruant          | Institut Francais de Mayence, Leiterin Isabelle Farcat                                     | 12. Apr. 2011    |      |
| 70. | Peter Wehle              | Thomas Sessler Verlag (Wien), Professor Ulrich N. Schulenburg                              | 12. Apr. 2011    |      |
| 71. | Jura Soyfer              | Thomas Sessler Verlag (Wien), Professor Ulrich N. Schulenburg                              | 12. Apr. 2011    |      |
| 72. | Alfred Rasser            | Peter Boudgoust, Intendant des SWR                                                         | 12. Apr. 2011    |      |
| 73. | Franz Hohler *)          | Peter Boudgoust, Intendant des SWR                                                         | 12. Apr. 2011    |      |
| 74. | Marlene Dietrich         | Simone Sanftenberg, Landessenderdirektorin des SWR Rheinland-Pfalz                         | 6. Mai 2012      |      |
| 75. | Gerhard Woyda *)         | Landeshauptstadt Stuttgart und Renitenztheater (Laudatio: Sebastian Weingarten)            | 22. Okt. 2013    |      |
| 76. | Volker Kühn *)           | Günter-Neumann-Stiftung, Berlin (Laudatio: Gunter Gabriel)                                 | 22. Okt. 2013    |      |
| 77. | Ephraim Kishon           | Julia Klöckner und CDU Rheinland-Pfalz                                                     | 22. Okt. 2013    |      |
| 78. | Dieter Hallervorden *)   | Hans-Dietrich Genscher                                                                     | 15. Sep. 2015    |      |
| 79. | Jaroslav Hašek           | Malu Dreyer, Ministerpräsidentin von Rheinland-Pfalz                                       | 15. Sep. 2015    |      |
| 80. | Heinrich Heine           | Posthum Stephan Rögner (Mitglied der Stiftung Deutsches Kabarettarchiv)                    | 15. Sep. 2015    |      |
| 81. | Hannelore Kaub           | Malu Dreyer, Ministerpräsidentin von Rheinland-Pfalz                                       | 15. Sep. 2023    |      |
| 82. | Lore Krainer             | Österreichisches Kabarettarchiv                                                            | 15. Sep. 2023    |      |
| 83. | Nessi Tausendschön *)    | Deutsches Kabarettarchiv & KleineKUNSTBÜHNE                                                | 15. Sep. 2023    |      |

## Statistik
Von den 83 Sternen gingen 64 an Männer (davon 19 an zum Zeitpunkt der Verleihung lebende Künstler), 19 Sterne wurden an Frauen vergeben (davon zwei an zum Zeitpunkt der Verleihung lebende Künstlerinnen). Ein Stern kostet bis zu 4.000 Euro.